# Adolf Paar
Adolf Paar (Moravia-Lotschnau, 22 de abril de 1889 – Linz, 8 de mayo de 1964) fue un arquitecto austríaco.

## Biografía
En 1911 ingresó en la Escuela de Artes Aplicadas de Viena, donde asistió a clases de pintura y arquitectura. Al finalizar dichos estudios, comenzó ejerciendo como arquitecto, siendo empleado de un arquitecto en Núremberg. En 1915 regresó a Viena buscando ampliar sus conocimientos en el campo técnico, matriculándose en la Staatsgewerberschule. No obstante, se vio obligado a abandonar el curso tras ser reclamado para cumplir su servicio militar.
Durante la Primera Guerra Mundial fue ascendido a teniente, fue herido y capturado por los rusos, para, posteriormente, ser liberado. Tras la contienda, y de nuevo en la capital austríaca, se matriculó en la Academia de Bellas Artes de Viena y asistió como oyente a clases en la Universidad Técnica. En la Academia, asistió primero a las clases magistrales de Franz von Krauss, y tras un año, pasó a asistir a las de Peter Behrens. Demostró ser un excelente estudiante, reconocido con diferentes galardones, como el Hansen, un premio estatal y el premio de bolsa de viaje a Roma.
Al dar por concluida su etapa académica, Adolf comenzó a trabajar con su hermano Hans, también titulado en arquitectura y que había finalizado dos años antes que él. Este estuvo trabajando en el estudio de Hubert Gessner, planeando y construyendo varios complejos de viviendas en Viena. Cuando Adolf se graduó, ambos fundaron un estudio en el que Hans hizo uso de los contactos con el ayuntamiento que había cultivado durante su etapa como empleado. Construyeron tres juntas del consejo y participaron en diversos concursos. Durante la década de 1930 consiguieron clientes privados sobre todo en Moravia, donde construyeron viviendas unifamiliares y urbanizaciones. Sus proyectos se identificaban por un lenguaje formal muy expresivo, con fachadas lisas y uniformes con vanos ordenados partiendo de un eje central, acercándose más a los principios de Adolf Loos. Uno de sus proyectos más significativos fue la Torre de conexión de las fraternidades alemanas en Linz durante los años 1932 y 1933.
Alrededor de 1936 finalizó la colaboración entre ambos hermanos. Adolf contrajo matrimonio con una mujer de la Alta Austria y se marchó a residir a Linz, donde fallecería a la edad de 75 años.